# なんてったの
「なんてったの」は、佐藤伸治が作詞、佐藤とHAKASEが作曲した、フィッシュマンズの2枚目のアルバム、『KING MASTER GEORGE』の7曲目に収録された曲。

## 概要
この曲はフィッシュマンズの後期にも演奏され、『98.12.28 男達の別れ』では、ライブ版を聴くことができる。
KING MASTER GEORGEの15曲目の「曲目紹介」ではバックグラウンドは同じであるが、ボーカルがナレーションに置き換えられている。

## 収録アルバム
- KING MASTER GEORGE
- 1991-1994 singles & more
- 98.12.28 男達の別れ
- BLUE SUMMER～Selected Tracks 1991-1995～
- 空中 ベスト・オブ・フィッシュマンズ
- THE LONG SEASON REVUE